# Lufthansa
Deutsche Lufthansa AG er det tyske nationale flyselskab og Europas næststørste efter Air France-KLM med 50 mio. passagerer i 2004. Selskabet er et af de stiftende medlemmer i samarbejdet Star Alliance.
Lufthansa blev stiftet i 1926 med hovedkvarter i Köln efter en fusion af "Deutsche Aero Lloyd" (ejet af bl.a. rederierne Hapag og Norddeutscher Lloyd)  og "Junkers Luftverkehr" (ejer af flyproducenten Junkers). Selskabets officielle navn var "Deutsche Luft Hansa Aktiengesellschaft". Navnet blev ændret til Lufthansa i 1933. Fra starten havde selskabet 126 fly og voksede støt i årene frem til 2. verdenskrig. Under krigen blev stort set alle flyvninger dog suspenderet. 
Efter krigen gik selskabet i betalingsstandsning og til sidst konkurs. Det vesttyske trafikministerium besluttede i begyndelsen af 1950'erne at starte firmaet igen, og flyvningerne begyndte d. 1. april 1955. Østtyskland valgte at starte et nye flyselskab samtidigt, og det fik samme navn. Derfor var der en overgang to flyselskaber med navnet Lufthansa. Striden om navnet blev dog afgjort efter et stykke tid. – Men Lufthansa fik aldrig lov til at flyve til Berlin under den kolde krig.
Det østtyske Lufthansa ændrede i 1958 navnet til Interflug, der lukkede i  I 1991.  
Lufthansa ejer i dag en række luftfartsselskaber, herunder det schweiziske flyselskab SWISS og lavprisselskabet Germanwings. 
Selskabet har base i Flughafen Frankfurt Main. 